# Viktor Heller
Viktor Heller (* 1. Juli 1925 in Wien; † 8. Oktober 1987 in Linz) war ein österreichischer Jurist und Richter. Zuletzt war Heller ab 1984 Präsident des österreichischen Verwaltungsgerichtshofs und damit einer der drei Höchstgerichtspräsidenten Österreichs.

## Werdegang
Viktor Heller wurde in Wien geboren und wuchs auch in der österreichischen Bundeshauptstadt auf. An der Universität Wien begann er schließlich die Studien der Rechts- und Staatswissenschaften. 1947 wurde er ebendort zum Doktor der Rechtswissenschaften, 1966 zum Doktor der Staatswissenschaften promoviert. Im Jahr seiner ersten Promotion begann er auch die richterliche Berufslaufbahn, die ihn zunächst an mehrere Bezirksgerichte, dann ans Arbeits- und Sozialgericht Wien, zum Landesgericht für Zivilrechtssachen Wien und schließlich als Senatsrat ans Oberlandesgericht Wien führte. Mit 1. Oktober 1969 wurde er zum Hofrat des Verwaltungsgerichtshofs ernannt. Daneben war er ab 1969 nach abgeschlossener Lehramtsprüfung als Lehrer für Volkswirtschaftslehre, Rechtslehre und Staatsbürgerschaftskunde an kaufmännischen höheren Schulen tätig. Als Lehrer verfasste er auch ein im gesamten Bundesgebiet für den Rechtskunde-Unterricht genutztes Lehrbuch für kaufmännische Schulen.
Mit 30. März 1976 wurde Viktor Heller vom damaligen Unterrichtsminister Fred Sinowatz zum Leiter der Rechtssektion im Bundesministerium für Unterricht und Kunst bestellt und unterbrach daher seine richterliche Laufbahn. Als Sektionschef im Bildungsministerium war Heller für zahlreiche Gesetzesnovellen der SPÖ-Alleinregierung unter Kanzler Kreisky im Schulbereich maßgeblich verantwortlich – etwa für die Einführung der Schülervertretungen auf Landes- und Bundesebene. Daneben engagierte sich Viktor Heller auch im Bereich der Erwachsenenbildung: 1978 wurde er zum Präsidenten der Volkshochschule Hietzing gewählt, am 17. Juni 1984 übernahm er den Vorsitz im Verband der österreichischen Volkshochschulen.
1983 kehrte Viktor Heller aus der Tätigkeit als ranghoher Beamter im Bildungsministerium wieder zurück an den VwGH, als er an diesem zum Vizepräsidenten bestellt wurde. Nur ein Jahr später wurde Heller als Nachfolger von Hubert Raschauer zum Präsidenten des Verwaltungsgerichtshofs ernannt. Diese Tätigkeit übte er bis zu seinem überraschenden Tod nach einem schweren Schlaganfall im Jahr 1987 aus.
Er wurde am Hietzinger Friedhof bestattet.